# Fiat 803
 (juillet 2023).
Si vous disposez d'ouvrages ou d'articles de référence ou si vous connaissez des sites web de qualité traitant du thème abordé ici, merci de compléter l'article en donnant les références utiles à sa vérifiabilité et en les liant à la section « Notes et références ».
La Fiat 803 est une automobile de course du début des années 1920 développée par le constructeur automobile italien Fiat pour concourir en catégorie « Voiturette ».